# اکسی‌آمین‌دار کردن شارپلس
اکسی‌آمین‌دار کردن یا اکسی‌آمیناسیون شارپلس (اغلب به نام آمینوهیدروکسیلاسیون شارپلس شناخته می‌شود) واکنش شیمیایی است که یک آلکن را به یک آمینو الکل مجاور تبدیل می‌کند. این واکنش با واکنش دی‌هیدروکسیل‌دار کردن شارپلس که طی آن آلکن‌ها به دی‌ال‌های مجاور تبدیل می‌شوند، ارتباط دارد. آمینو الکل‌های مجاور محصولات مهمی در سنتز آلی و داروبرهای مورد استفاده در داروپژوهی هستند.

## جهت مطالعه
مقالات اولیه در توسعه این روش.
- Sharpless, K. B.; Patrick, D. W. ; Truesdale, L. K. ; Biller, S. A. J. Am. Chem. Soc. 1975, 97, 2305. (doi:10.1021/ja00841a071)
- Herranz, E. ; Biller, S. A. ; Sharpless, K. B. J. Am. Chem. Soc. 1978, 100, 3596-3598. (doi:10.1021/ja00479a051)
- Bäckvall, J. E. ; Oshima, K. ; Palermo, R. E. ; Sharpless, K. B. J. Org. Chem. 1979, 44, 1953. (doi:10.1021/jo01326a013)